# Mmm Yeah
"Mmm Yeah" é uma canção do cantor e compositor estadunidense Austin Mahone, com a participação do rapper cubano Pitbull, gravada para o seu primeiro álbum de estúdio The Secret. Foi lançada como o primeiro single do disco em 26 de janeiro de 2014. A faixa possui samples da canção "Nu Nu" de Lidell Townsell.

## Videoclipe
O vídeo lírico foi lançado em 31 de janeiro de 2014, e conta com participações de Nash Grier, Cameron Dallas, Sam Pottorf, The Janoskians, Kingsley, Midnight Red, Stalker Sarah, King Bach, Teala Dunn, Madison Pettis e Mahogany Lox.
O vídeo oficial da música foi lançado em 13 de março de 2014 com o rapper Pitbull. Ao longo do vídeo, Mahone e Pitbull são mostrados dançando, ao lado de meninas em um quarto com piso móvel, com alto-falantes e um sofá, um conceito que lembra o vídeo de 1996, para "Virtual Insanity", de Jamiroquai.

## Faixas e formatos
| Download digital |            |         |  |
| N.º              | Título     | Duração |  |
| 1.               | "Mmm Yeah" | 3:51    |  |

## Desempenho nas paradas musicais
"Mmm Yeah" estreou no número 60 na Billboard Hot 100, na semana de 8 de fevereiro de 2014, tornando-se o mais alto mapeamento de Mahone na parada, ultrapassando "What About Love". A canção também chegou ao número 29 na Billboard Pop Songs. A faixa posicionou-se no número 67 na UK Singles Chart.